# One from the Vault
One From the Vault je koncertní dvojalbum skupiny Grateful Dead, poprvé vydané 15. dubna 1991 u Grateful Dead Records. Nahrávky pochází z 13. srpna 1975, kdy byli nahrány v San Franciscu v Kalifornii.

## Seznam skladeb
| Disk 1 | Disk 1                      | Disk 1                     | Disk 1 |
| Pořadí | Název                       | Autor                      | Délka  |
| ------ | --------------------------- | -------------------------- | ------ |
| 1.     | Introduction by Bill Graham | —                          | 0:46   |
| 2.     | Help on the Way             | Hunter, Garcia             | 7:52   |
| 3.     | Franklin's Tower            | Garcia, Kreutzmann, Hunter | 6:58   |
| 4.     | The Music Never Stopped     | Weir, Barlow               | 5:29   |
| 5.     | It Must Have Been the Roses | Hunter                     | 5:05   |
| 6.     | Eyes of the World“ / „Drums | Garcia, Hunter             | 14:32  |
| 7.     | King Solomon's Marbles      | Lesh                       | 6:36   |
| 8.     | Around and Around           | Berry                      | 5:59   |

| Disk 2         | Disk 2                          | Disk 2                    | Disk 2 |
| Pořadí         | Název                           | Autor                     | Délka  |
| -------------- | ------------------------------- | ------------------------- | ------ |
| 1.             | Sugaree                         | Hunter, Garcia            | 7:55   |
| 2.             | Big River                       | Cash                      | 4:50   |
| 3.             | Crazy Fingers“ / „Drums         | Hunter, Garcia            | 13:08  |
| 4.             | The Other One                   | Weir, Kreutzmann          | 5:33   |
| 5.             | Sage and Spirit                 | Weir                      | 3:24   |
| 6.             | Goin' Down the Road Feeling Bad | trad., arr. Grateful Dead | 7:13   |
| 7.             | U.S. Blues                      | Hunter, Garcia            | 5:29   |
| 8.             | Blues for Allah                 | Hunter, Garcia            | 21:01  |
| Celková délka: | Celková délka:                  | Celková délka:            | 121:51 |

## Sestava
- Jerry Garcia - sólová kytara, zpěv
- Bob Weir - rytmická kytara, zpěv
- Phil Lesh - basová kytara, zpěv
- Keith Godchaux - klávesy, zpěv
- Donna Jean Godchaux - zpěv
- Bill Kreutzmann - bicí, perkuse
- Mickey Hart - perkuse